# Asthmatic Kitty Records
Ne doit pas être confondu avec Kitty Records.
Asthmatic Kitty est un label américain de musique indie fondé en 1999 par un groupe de musiciens originaire de Holland, Michigan, avec en tête le musicien Sufjan Stevens et son beau-père Lowell Brams. Asthmatic Kitty est maintenant basé à Lander, Indianapolis et New York.
Le nom du label se réfère à Sara, un chat vagabond faisant de l'asthme que Lowell Brams a adopté en 1994. Sara a vécu jusqu'à l'âge de 15 ans, elle est morte le 23 décembre 2008.

## Groupes et artistes
|  |  | - Bunky - Castanets - Cryptacize - Chris Schlarb - DM Stith - Fol Chen - Half-handed Cloud - Helado Negro - Hermas Zopoula - I Heart Lung - Jookabox - Land of a Thousand Rappers | - Laura Park - Liz Janes - My Brightest Diamond - Osso - Rafter - Royal City - Shannon Stephens - Shapes and Sizes - Sufjan Stevens - The Curtains - The Welcome Wagon - Lily & Madeleine - Angelo de Augustine |  |

## Équipe

### Bureau de Lander, Wyoming
- Lowell Brams
- Karin Kruse
- Ed Novotny, Diane Springford

### Bureau de Brooklyn, New York
- Sufjan Stevens

### Bureau d'Indianapolis, Indiana
- Michael Kaufmann
- John Beeler